# جولیوس لدرر
جولیوس لدرر (انگلیسی: Julius Lederer) (زاده ۱۹۱۷ - درگذشته ۱۹۹۹) کارآفرین، بازرگان و مدیر ارشد اجرایی آمریکایی بود، که در سال ۱۹۵۸ شرکت باجت را تأسیس نمود. شرکت باجت هم‌اکنون پس از اینترپرایس و هرتز کورپوریشن به عنوان سومین شرکت اجاره اتومبیل ایالات متحده شناخته می‌شود.